# Steinwiesen
Steinwiesen é um município da Alemanha, no distrito de Kronach, na região administrativa da Alta Francónia, estado de Baviera.